# Сандија (Тексас)
Сандија (енгл. Sandia) насељено је место без административног статуса у америчкој савезној држави Тексас.

## Демографија
По попису из 2010. године број становника је 379, што је 52 (-12,1%) становника мање него 2000. године.
| Група             | 2000.       | 2010.       |
| Белци             | 143 (33,2%) | 123 (32,5%) |
| Афроамериканци    | 5 (1,2%)    | 6 (1,6%)    |
| Азијати           | 4 (0,9%)    | 0 (0,0%)    |
| Хиспаноамериканци | 264 (61,3%) | 249 (65,7%) |
| Укупно            | 431         | 379         |